# نادي الصقر (السعودية)

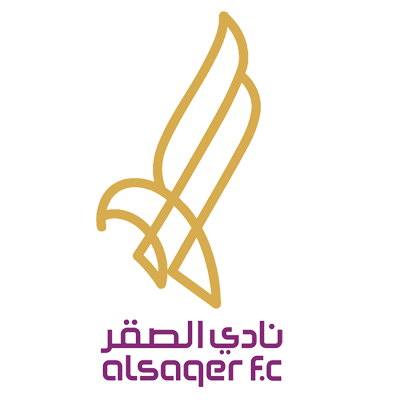

نادي الصقر السعودي هو أحد الأندية الرياضية السعودية بمنطقة القصيم تحديداً في البصر. تأسس النادي عام 1983. يتبع للنادي عدة قطاعات رياضية، مثل كرة القدم وألعاب القوى والطائرة وتنس الطاولة والتنس الأرضي والسباحة. حقق النادي بطولة ألعاب القوى درجة الشباب على مستوى القصيم، وتأهل الفريق في ألعاب القوى على مستوى المملكة شباب ودرجة أولى وحقق الفريق أحد منافسات التنس.
ورئيس النادي فهد بن عبدالعزيز المحيميد 

## تاريخ النادي
نادي الصقر تأسس عام 1983 (1404 هـ) في مدينة بريدة وتعاقب على رئاسته نحو تسعة رؤساء، آخرهم فهد المحيميد .

## تشكيلة الفريق الحالية
ملاحظة: تشير الأعلام إلى المنتخب الوطني على النحو المحدد في قواعد الأهلية للفيفا. قد يحمل اللاعبون أكثر من جنسية واحدة غير تابعة للفيفا.
| الرقم | البلد                       | المركز | اللاعب                                 |
| ----- | --------------------------- | ------ | -------------------------------------- |
| 2     | السعودية                    | مدافع  | فرحان الفرحان                          |
| 3     | تونس                        | مدافع  | بسام الدلي                             |
| 4     | السعودية                    | مدافع  | مؤيد المطيري                           |
| 6     | السعودية                    | وسط    | صالح المحيميد                          |
| 7     | السعودية                    | وسط    | فريد حسين                              |
| 8     | السعودية                    | وسط    | ريان الشارخ (معار من نادي الحزم)       |
| 9     | السعودية                    | مهاجم  | فهد الداود                             |
| 10    | جمهورية الكونغو             | مهاجم  | بيرسي لانجا ليسي                       |
| 11    | تونس                        | وسط    | عمر السماري                            |
| 12    | السعودية                    | مدافع  | عبد الرحمن القاسم                      |
| 14    | السعودية                    | مدافع  | عبد الله الروضان (معار من نادي الرائد) |
| 17    | جمهورية الكونغو الديمقراطية | مهاجم  | إريك كابوي                             |
| 18    | السعودية                    | مهاجم  | مهند براح (معار من نادي النصر)         |

| الرقم | البلد    | المركز | اللاعب                            |
| ----- | -------- | ------ | --------------------------------- |
| 19    | السعودية | وسط    | فيصل المطيري                      |
| 21    | السعودية | مهاجم  | أحمد آل حبيب (معار من نادي الحزم) |
| 22    | السعودية | وسط    | محمد التويجري                     |
| 23    | السعودية | مدافع  | داوود الطارف                      |
| 24    | السعودية | مدافع  | حسين الزبيدي                      |
| 27    | السعودية | حارس   | ثنيان الثنيان                     |
| 66    | السعودية | مدافع  | حامد الموسى                       |
| 77    | السعودية | حارس   | فارس الشمري                       |
| 87    | السعودية | مدافع  | عزام المزروع                      |
| 88    | السعودية | وسط    | سليمان الدليلان                   |
| 90    | السعودية | حارس   | خالد الرشيدي                      |
| 99    | السعودية | وسط    | حسن البلوي                        |